# 京房 (齊郡太守)
京房（约前169年—？），西漢人，漢昭帝時為太中大夫、齊郡太守。京房治易學。他的老師是菑川人楊何，有門生梁丘賀。京房的易學後來得到漢宣帝的賞識，因而，其弟子梁丘賀被宣，為漢室筮，並漸得重用，終成為麒麟閣十一功臣。

## 延伸阅读
[在维基数据编辑]
 《漢書/卷075》，出自班固《漢書》